# Референдумы в Лихтенштейне (2004)
Референдумы в Лихтенштейне проходили 4 апреля 2004 года. Референдумы касались законопроекта против обязательного страхования от несчастных случаев и финансирования нового здания для правоохранительных органов. Оба предложения были отклонены.

## Страхование от несчастных случаев

### Контекст
27 ноября 2003 года Ландтаг принял решение отменить национальный вклад в страхование от несчастных случаев на внутреннем рынке, чтобы сэкономить около 10 млн. швейц. франков в год. Ассоциация работников Лихтенштейна (LANV) выступила против проекта и собрала в общей сложности 2 827 подписей зарегистрированных избирателей, из которых 2 778 подписей были действительны на момент 29 декабря 2003 года.
Это был факультативный референдум народного происхождения: в рамках статьи № 66 Конституции законопроект, за который проголосовал Ландтаг, является предметом для требования поставить на всеобщее голосование при наличии минимум 1 тыс. подписей зарегистрированных избирателей.

### Результаты
| Выбор                               | Голоса | %    |
| ----------------------------------- | ------ | ---- |
| За                                  | 3 953  | 33,7 |
| Против                              | 7 763  | 64,3 |
| Недействительных/пустых бюллетеней  | 179    | –    |
| Всего                               | 11 895 | 100  |
| Зарегистрированных избирателей/Явка | 17 190 | 69,2 |
| Источник: Démocratie directe        |        |      |

## Новое здание для правоохранительных органов

### Контекст
17 декабря 2003 года Ландтаг выделил 31,5 млн. швейц. франков на расширение помещений для местной полиции, следственного изолятора, иммиграционной и паспортной службы и автомобильной парковки. Комитет по сбору подписей во главе с Йозефом Селе выступил против финансирования проекта. При поддержке Патриотического союза и Свободного списка было собрано 3 658 подписей зарегистрированных избирателей, из которых 3 647 были действительных с 8 по 22 января 2004 года.
Это был факультативный референдум народного происхождения по бюджетному вопросу: в рамках статьи № 66 Конституции бюджет, выделенный Ландтагом, является предметом для требования поставить на всеобщее голосование при наличии минимум 1 тыс. подписей зарегистрированных избирателей в течение одного месяца.

### Результаты
| Выбор                               | Голоса | %    |
| ----------------------------------- | ------ | ---- |
| За                                  | 3 745  | 31,8 |
| Против                              | 8 042  | 68,2 |
| Недействительных/пустых бюллетеней  | 108    | –    |
| Всего                               | 11 895 | 100  |
| Зарегистрированных избирателей/Явка | 17 190 | 69,2 |
| Источник: Démocratie directe        |        |      |